# Bene László (bűnöző)
Bene László (Székesfehérvár, 1952. augusztus 12. –) magyar rabló- és sorozatgyilkos, az 1990-es évek elejének egyik legkeresettebb magyarországi bűnözője. A sajtóban olykor skálás gyilkos, illetve vadászgyilkos néven szerepel.

## Életútja
A legtöbb erőszakos bűnözővel ellentétben a társadalom jobb helyzetű tagjai közé tartozott, szülei értelmiségiek voltak. (Apja hegedűművész volt, anyja pedagógusként dolgozott).  László pedig különc volt, és már az általános iskolában is órát lopott, legalábbis ezt mondta róla a testvére egy interjúban. Aztán huszonéves korában rendszeresen tetten érték a rendőrök autólopások és rablások miatt, mégsem hagyta abba, önkiszolgáló üzletek pénzszállítmányainak elrablása miatt a hetvenes évek végén visszaesőként a szegedi Csillag börtönben kötött ki, akkor hét évet kapott. Ekkor ismerkedett meg későbbi bűntársával, Donászi Aladárral, akivel a közösen letöltött idő alatt már közös akciókat terveztek. Elméletben mindent kidolgoztak, kriminalisztikai szakirodalmat olvastak, tájékozódtak a rendőrség nyomozati módszereiről és a fogvatartottakat is kikérdezték. Minden részletet megvitattak, ami a tökéletes bűntett elkövetéséhez szükséges lehetett, legyen szó tanúk eltüntetéséről, kocsik váltogatásáról vagy álruhák használatáról.

### Rablások és gyilkosságok
Donászi 1989-ben a szabadulása után a megbeszéltek szerint megkereste Benét, és Magyarország legkegyetlenebb bűnözőpárosa összeállt. Ekkor kezdték el a hosszú ideig megélhetést nyújtó akciósorozatukat dohánylerakatok ellen. Főként a Dunántúlon követtek el raktárbetöréseket és nagy értékű lopásokat. 1989 és '90 folyamán összesen 16,5 millió forint értékben loptak cigarettát, amelyet budapesti orgazdák trafikhálózatán keresztül értékesítettek. A börtönben összebarátkozott páros tagjai között ekkor jelentkeztek az első nézeteltérések. Bene megelégedett volna profin végrehajtott, kisebb rablásokkal, Donászi azonban meg akarta valósítani „bűnözői karrierjét” és keményebb bűncselekmények elkövetését tervezte. Bécsben fegyvereket vásároltak, külterületeken gyakorolni kezdték a lövészetet, hamis papírokat szereztek be.
1991-ben jött el az alkalom, amire Donászi várt. Élettársa játéktermében alkalmazta egykori zárkatársát, akitől megtudta, hogy a Győr- és Környéke Vízmű és Fürdő Vállalat bevételeinek szállítása meglehetősen laza körülmények között zajlik. Az ecseri piacon barna, göndör parókát, álbajuszt és napszemüveget vásárolt, a helyszínen többször felderítést végzett, majd rászánta magát a támadásra. Odajutásának, majd menekülésének is megtervezte pontosan az útvonalát. Váltott, lopott kocsikat használt, és „meginvitálta” Benét is a rabláshoz. Bene nem volt benne az akcióban, azonban Donászi elvitt magával egy pisztolyt a közös rejtekhelyükről (Bene Seregélyesen lévő házából) és 1991. június 12-én nekifogott a rablásnak. Ekkor hajtotta végre Donászi az első rablógyilkosságot. A fürdővállalat kapujában várta meg a pénzszállító autó érkezését. Az autó behaladásakor Donászi előbb a pénzt kísérő rendőr főtörzsőrmestert, majd a kaput kezelő portást is súlyosan megsebesítette. A rendőr a kórházba szállítás után meghalt, a portás túlélte a támadást. Donászi zsákmánya 870 ezer forint volt.
1992. május 11-én Donászi és Bene megtámadták a Budai Skála áruház bevételét szállító taxit. Bene a Vak Bottyán utcában egy autóval elállta a pénzt szállító taxi útját, Donászi pedig a taxihoz lépett és szó nélkül főbe lőtte a pénzt továbbító egyetemistát. Mindeközben Bene a taxi menekülő sofőrjét lőtte le, majd felnyalábolták a pénzeszsákokat és autón elmenekültek. A pénzszállító diák belehalt a sérülésekbe, a taxi sofőrje súlyos sebesülésekkel, de túlélte a támadást. A rablógyilkosok ezúttal nagyobb zsákmány nélkül távoztak, figyelmetlenségből nem a pénzt, hanem a további pénzeszsákokat tartalmazó zsákot vitték magukkal. Donászi és Bene e támadás után kapta a skálás gyilkos nevet.
1992. november 8-án Donászi és Bene Sárszentmihály külterületén a lövészetet gyakorolták. A gyakorlat közben azonban vadászok tűntek fel, akik azt hitték, hogy végre rábukkantak a környék vadállományát tizedelő orvvadászokra. Donásziék tűzpárbajba keveredtek a vadászokkal, mindkettőt agyonlőtték. A vadászgyilkosság néven a köztudatba került eset után a nyomozók a golyók vizsgálata után már tudták, hogy a győri rendőrgyilkosok és a skálás gyilkosok azonosak a sárszentmihályi támadókkal. A környéken élő büntetett előéletűek vizsgálatakor képbe került Bene László is.
Donászi és Bene 1993. január 22-én Újpesten rajtaütött az Alfa áruház pénzszállító autóján. A pénzszállító azonban korábban érkezett és indult a vártnál. A tervet mindenáron végrehajtani akaró Donászi lövöldözni kezdett, majd véletlenül a segítségére érkező Bene kocsijába is belelőtt. A lövések és a szétrepülő üvegdarabok Benét súlyosan megsebesítették az arcán, ennek nyomait csak egy feketén dolgozó plasztikai sebész tudta később eltüntetni. A két rablógyilkos kapcsolata a félresikerült támadás után egyre hűvösebbre fordult, Donászi pedig egy rövidebb időre külföldre ment.
A történtek ellenére a páros ezek után még egyszer összeállt. 1993. november 13-án Donászi kirabolta a Soroksári úti 1-es számú postát, Bene kinn várakozott, majd ő vezette a kocsit, amivel elhagyták a helyszínt. A támadás ezúttal nem követelt emberéletet, a rablók 15 millió forintot szereztek. (Az akcióval a rendőrök a posta egy alkalmazottját gyanúsították, akit hónapokra le is tartóztattak.) A támadás után a páros tudomására jutott, hogy egy ismerősük barátnője tud az általuk elkövetett gyilkosságokról és rablásokról. Donászi és Bene kockázatosnak ítélték a nőt, ezért előkészületeket tettek meggyilkolására. Erre azonban már nem kerülhetett sor, mert 1994. május 4-én a rendőrség rajtuk ütött.

### Pere és börtönévei
A tárgyaláson Bene Donászi ellen vallott, társát pszichopatának nevezte. Elfogásukat követően 1995 januárjában a Győr-Moson-Sopron Megyei Bíróság életfogytig tartó szabadságvesztésre ítélte Donászit és Benét, azzal, hogy legkorábban 20 év letöltése után szabadulhatnak. Az akkori Btk. nem ismerte a tényleges életfogytiglant, így Bene László büntetése 2014 májusában tulajdonképpen lejárt, azonban nem engedélyezték neki a szabadlábra kerülést, mert fogva tartása második 10 évében (az első tízet egyedül töltötte egy magánzárkában) több olyan nyilatkozatot tett, melyben nem bánta meg a tetteit és a büntetés-végrehajtási bíró úgy ítélte meg, hogy a büntetés még nem érte el a célját.
2016. március 1-jén az ügyében eljáró büntetés-végrehajtási bíró Benét az életfogytig tartó fegyházbüntetésből nem jogerősen feltételes szabadságra bocsátotta, a végzést azonban a másodfokon eljáró törvényszék hatályon kívül helyezte 2016. szeptember 7-én. A megismételt elsőfokú eljárásban a bíróság értékelte a Bene meghallgatásán előadottakat, a büntetés-végrehajtási intézet – a feltételes szabadságra bocsátást nem javasló – előterjesztését, valamint a komplex, igazságügyi pszichológus bevonásával készült szakértői véleményt is. A vélemény szerint az elítélt esetében továbbra is fennáll a bűnismétlés veszélye, tekintettel arra, hogy személyiségszerkezetében nem következett be olyan mértékű változás, amely alapján le lehet vonni azt a következtetést, hogy törvénytisztelő életmódot fog folytatni.
A büntetés-végrehajtási bíró 2018. május hó 8. napján Benét az életfogytig tartó fegyház fokozatú szabadságvesztésből nem jogerősen feltételes szabadságra bocsátotta annak megállapítása mellett, hogy a feltételes szabadság ideje 15 év, amely idő alatt Bene pártfogó felügyelet alatt áll. Az elsőfokú bíróság emellett Bene részére külön magatartási szabályokat írt elő, figyelmeztetve, hogy ezek megszegése esetén erre irányuló ügyészi indítványra a feltételes szabadság megszüntetésének lehet helye.
Az elsőfokú bíróság a feltételes szabadságra bocsátással kapcsolatos döntése meghozatalát megelőzően a büntetés-végrehajtási intézet által adott vélemény, valamint a rendelkezésre álló egyéb iratok és Bene meghallgatása útján vizsgálta a későbbi életvezetésével kapcsolatos szándékát, melynek eredményeként azt állapította meg, hogy megfelelő ellenőrző és egyúttal segítő intézkedés alkalmazásával, így pártfogó felügyelettel, külön magatartási szabályok előírásával valószínűsíthető, hogy a büntetés céljának eléréséhez Bene vonatkozásában további szabadságelvonás már nem szükséges. Az elsőfokú bíróság végzését Bene és védője tudomásul vették, míg az ügyész fellebbezést jelentett be a feltételes szabadságra bocsátás mellőzése érdekében.
2018. május 24-én a Szegedi Törvényszék másodfokú tanácsa az elsőfokú bíróság végzését felülbírálta és azt megváltoztatta. Álláspontja szerint az elsőfokú eljárásban beszerzett pártfogó véleményben és igazságügyi orvosszakértői véleményben foglaltakat, valamint Bene nyilatkozatát is figyelembe véve jelenleg még nem véleményezhető, hogy szabadlábra kerülése esetén a társadalmi együttélés szabályait maradéktalanul betartó, az elvárásoknak megfelelő életet fog élni.
A másodfokú bíróság úgy ítélte meg, hogy a feltételes szabadságra bocsátás azon feltétele, mely szerint Bene szabadlábra kerülése esetén törvénytisztelő életmódot fog folytatni, azaz a büntetés célja további szabadságelvonás nélkül is elérhető az ő esetében nem állapítható meg. Ezen túlmenően a jogszabályban meghatározott és Bene magatartását kontrolláló eszközök – így a pártfogó felügyelet és az előírt magatartási szabályok – a másodfokú bíróság álláspontja szerint az ő vonatkozásában feltárt negatív kockázati tényezők kivédésére nem elegendőek.
Minderre figyelemmel a másodfokú bíróság az ügyész által bejelentett fellebbezést alaposnak tartotta és az elsőfokú bíróság végzését megváltoztatta, mely során Bene feltételes szabadságra bocsátását mellőzte.
2020. január 14-én a büntetés-végrehajtási bíró Benét az életfogytig tartó fegyház fokozatú szabadságvesztésből nem jogerősen feltételes szabadságra bocsátotta annak megállapítása mellett, hogy pártfogó felügyelet alatt áll. A büntetés-végrehajtási bíró a tárgyaláson lefolytatott bizonyítás eredményeként megállapította, hogy Bene a fogvatartásának jelentős része alatt a büntetés-végrehajtási intézet rendjét betartotta, kifogástalan magatartást tanúsított, szakmát szerzett és munkahelye is lesz a szabadulása után. Az általa elkövetett bűncselekmény vonatkozásában kifejezte megbánását, a részére alapvető jogokat sértő elhelyezési körülmények miatt jogerősen megítélt kártalanítás összege fedezi szabadulása utáni lakhatását, valamint a sértett hozzátartozói részére önként kártérítést fizet. (A Budai Skálánál lelőtt egyetemista édesanyja kijelentette, hogy nem tart igényt a kártérítésre). A bíróság végzését Bene és ügyvédje tudomásul vették, míg az ügyész fellebbezést jelentett be a feltételes szabadságra bocsátás mellőzése érdekében.
2020. január 23-án a Szegedi Törvényszék három bíróból álló másodfokú tanácsa megváltoztatta az elsőfokú bíróság döntését, a másodfokú bíróság Bene vonatkozásában mellőzte a feltételes szabadságra bocsátást az életfogytig tartó fegyházbüntetésből. A másodfokú bíróság megállapította, hogy Bene a büntetés végrehajtási időszakának nagyobb részében szabálykövető és a büntetés-végrehajtási intézet rendjének megfelelő magatartást tanúsított, számos jutalmat is szerzett, azonban magatartása összességében kifogástalannak nem tekinthető, hiszen 2019-ben a feltételes szabadságra bocsátás tárgyában született és Benére nézve kedvezőtlen tartalmú büntetés-végrehajtási bírói döntés óta egy alkalommal fegyelmi fenyítésére került sor. Így tehát a törvényi feltételek egyike, a kifogástalan magatartás tanúsítása hiányzik. Emellett a pártfogó felügyelői és igazságügyi orvosszakértői véleményben is aggályokat fogalmaztak meg törvénytisztelő életmód folytatására való készségéről. Mindezek alapján a másodfokú bíróság úgy ítélte meg, hogy a feltételes szabadságra bocsátás nem lehetséges, a büntetés célja további szabadságelvonás nélkül Bene esetében nem érhető el. A törvényszék álláspontja szerint jelenleg nem állapítható meg, hogy Bene szabadlábra kerülése esetén maradéktalanul be fogja tartani a társadalmi együttélés szabályait és az elvárásoknak megfelelő életet fog élni; a férfi továbbra is potenciális veszélyt jelent a társadalom tagjaira, így a büntetésnek a társadalom védelmét érintő célja nem érhető el a szabadságvesztés további végrehajtása nélkül.

## Megjelenése a kultúrában és a közéletben
Donászi és Bene párosa kegyetlenségük miatt a bulvárújságok kedvelt alakja volt. Működésükről Tábori Zoltán interjúkötetet jelentetett meg Nagyvadak címmel. A könyvből 1998-ban film is készült, amely Gengszterfilm címmel került a moziba. Donászi Aladárt és Bene Lászlót elrettentő példaként felhozva az egyik általuk meggyilkolt vadász édesapja, Tóth Tamás aláírásgyűjtésbe kezdett a halálbüntetés visszaállításáért. 165 ezer aláírást gyűjtött össze – az Országos Választási Bizottság viszont nem hitelesítette a kérdést, mivel az az Alkotmányba ütközött. 2014-ben az SMS (Seres Mária Szövetségesei) nevű párt kampányolt a halálbüntetés visszaállítása mellett a választások során – ugyancsak Bene és Donászi esetéből kiindulva.